# Wereldkampioenschap voetbal 1982 (Groep A) Italië - Kameroen
Het duel tussen Italië en Kameroen was voor beide landen de derde en laatste groepswedstrijd bij het WK voetbal 1982 in Spanje. De afsluitende wedstrijd in Groep A werd gespeeld op woensdag 23 juni 1982 (aanvangstijdstip 17:15 uur lokale tijd) in het Estadio Balaídos in Vigo. Polen had een dag eerder met 5-1 gewonnen van Peru en was daardoor zeker van een plaats in de tweede ronde.
Het was de eerste ontmoeting ooit tussen beide landen, die beide hun eerste twee duels gelijk hadden gespeeld. Het duel, bijgewoond door 32.201 toeschouwers, stond onder leiding van scheidsrechter Bogdan Dotchev uit Bulgarije. Hij werd geassisteerd door twee Spaanse lijnrechters: Emilio Soriano Aladrén en Victoriano Sánchez Arminio. Opmerkelijk genoeg maakte Italië noch Kameroen gebruik van een wisselspeler. Italië bereikte dankzij het derde opeenvolgende gelijkspel de tweede ronde, omdat de ploeg van bondscoach Enzo Bearzot meer doelpunten (twee) maakte dan Kameroen (één), dat eveneens drie keer gelijkspeelde in de voorronde maar desondanks naar huis kon.

## Wedstrijdgegevens
| Italië | 1 – 1        | Kameroen |
| Francesco Graziani 60' | goals        | 61' Grégoire M'Bida |
| Enzo Bearzot | bondscoach   | Jean Vincent |
| Dino Zoff Claudio Gentile Fulvio Collovati Gaetano Scirea Antonio Cabrini Giancarlo Antognoni Gabriele Oriali Marco Tardelli Bruno Conti Francesco Graziani Paolo Rossi | opstellingen | Thomas N'Kono Michel Kaham Emmanuel Kundé Elie Onana René N'Djeya Ephrem M'Bom Théophile Abega Grégoire M'Bida Ibrahim Aoudou Jean-Pierre Tokoto Roger Milla |
| — | wissels      | — |
| Giancarlo Antognoni 36' | gele kaarten | 36' René N'Djeya |
| | rode kaarten | |

## Overzicht van wedstrijden
| Eerste ronde | | |
| Groep A | Groep B | Groep C |
| Italië – Polen Kameroen – Peru Italië – Peru Kameroen – Polen Polen – Peru Italië – Kameroen                                                       | West-Duitsland – Algerije Chili – Oostenrijk West-Duitsland – Chili Oostenrijk – Algerije Algerije – Chili West-Duitsland – Oostenrijk    | Argentinië – België Hongarije – El Salvador Argentinië – Hongarije België – El Salvador België – Hongarije Argentinië – El Salvador                |
| Groep D | Groep E | Groep F |
| Engeland – Frankrijk Tsjecho-Slowakije – Koeweit Engeland – Tsjecho-Slowakije Frankrijk – Koeweit Frankrijk – Tsjecho-Slowakije Engeland – Koeweit | Spanje – Honduras Joegoslavië – Noord-Ierland Spanje – Joegoslavië Honduras – Noord-Ierland Honduras – Joegoslavië Spanje – Noord-Ierland | Brazilië – Sovjet-Unie Schotland – Nieuw-Zeeland Brazilië – Schotland Sovjet-Unie – Nieuw-Zeeland Sovjet-Unie – Schotland Brazilië – Nieuw-Zeeland |

| Tweede ronde                                            |                                                                     |                                                             |                                                                             |
| Groep 1                                                 | Groep 2                                                             | Groep 3                                                     | Groep 4                                                                     |
| België – Polen België – Sovjet-Unie Polen – Sovjet-Unie | Engeland – West-Duitsland West-Duitsland – Spanje Engeland – Spanje | Italië – Argentinië Brazilië – Argentinië Italië – Brazilië | Frankrijk – Oostenrijk Oostenrijk – Noord-Ierland Noord-Ierland – Frankrijk |
| Halve finales                                           |                                                                     |                                                             |                                                                             |
| Polen – Italië                                          | Polen – Italië                                                      | West-Duitsland – Frankrijk                                  | West-Duitsland – Frankrijk                                                  |
| Troostfinale                                            |                                                                     |                                                             |                                                                             |
| Frankrijk – Polen                                       |                                                                     |                                                             |                                                                             |
| Finale                                                  |                                                                     |                                                             |                                                                             |
| Italië – West-Duitsland                                 |                                                                     |                                                             |                                                                             |